# Staffan de Mistura

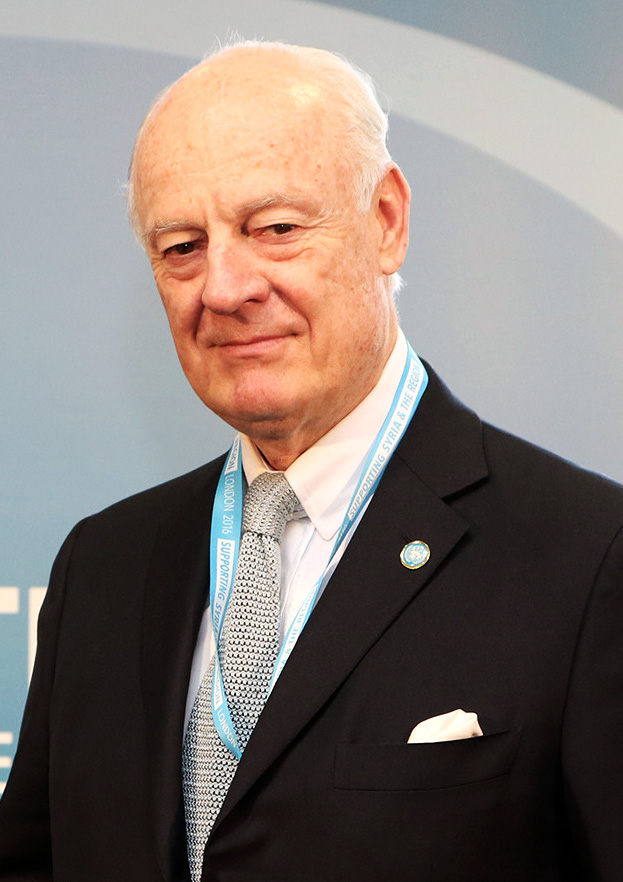
Staffan de Mistura (2016)

Staffan Domingo de Mistura (* 25. Januar 1947 in Stockholm) ist ein italienisch-schwedischer Diplomat. Er wurde im Juli 2014 zum UN-Sondergesandten für Syrien (Special Envoy for Syria) ernannt und wurde einer breiten Öffentlichkeit im Zusammenhang mit dem Kampf um Kobanê und den Vermittlungsbemühungen der UNO im Syrischen Bürgerkrieg bekannt. Seit Oktober 2021 ist er UN-Sondergesandter für die Westsahara.

## Leben

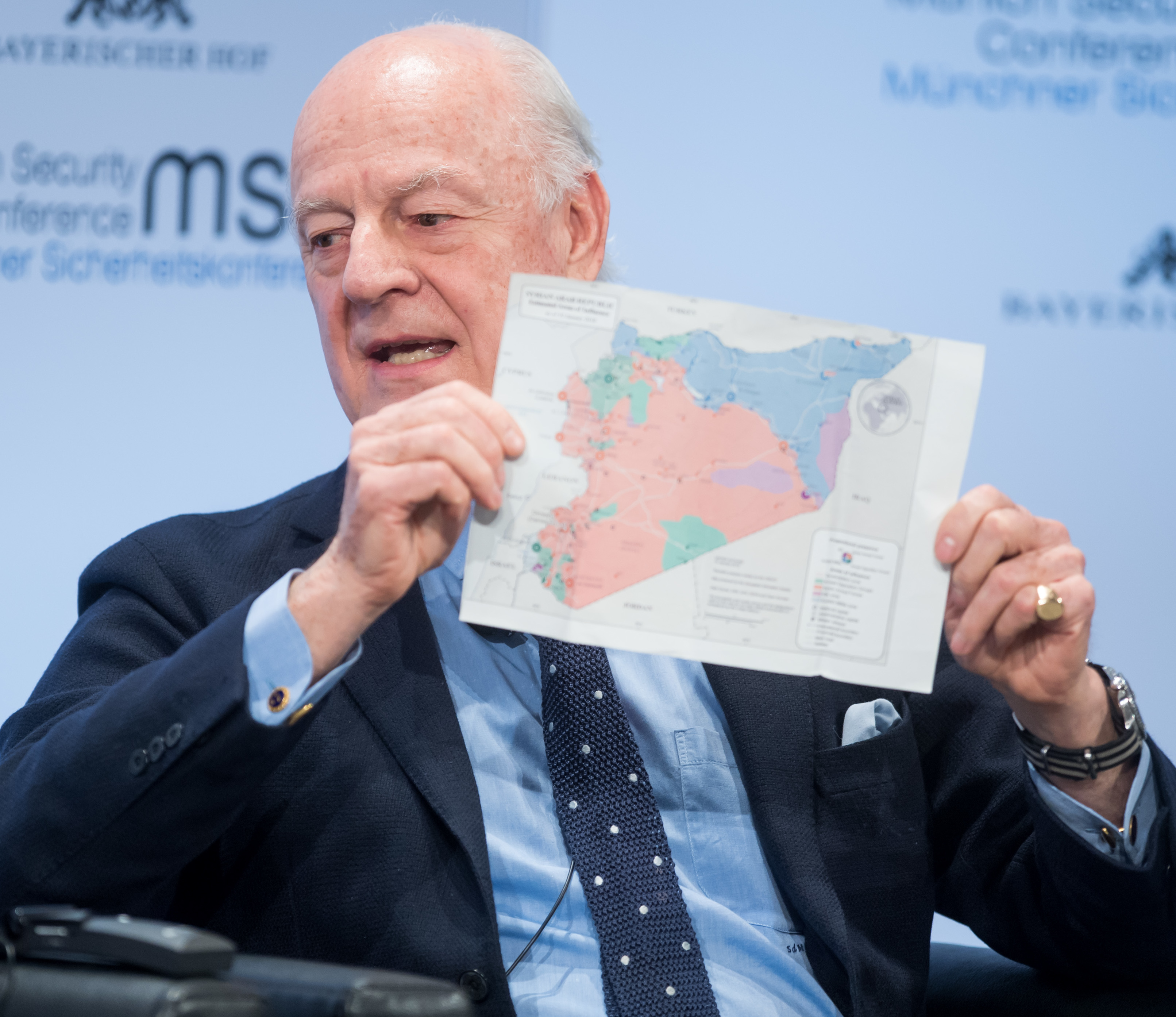
De Mistura während der 54. MSC 2018

De Mistura ist Sohn einer schwedischen Mutter und eines Vaters, der einer Adelsfamilie aus Šibenik (Sebenico) in Dalmatien (heute zu Kroatien) entstammt. Dalmatien hatte lange Zeit zur Republik Venedig gehört. Die dort lebende italienischsprachige Bevölkerung verließ nach dem Zweiten Weltkrieg dieses Gebiet oder wurde dazu gezwungen.
De Mistura wuchs auf der Insel Capri und in Rom auf, wo er die Jesuitenschule Istituto Massimiliano Massimo besuchte. Danach studierte er an der römischen Universität La Sapienza Politikwissenschaft.
1971 begann er seine berufliche Laufbahn bei den Vereinten Nationen. Er arbeitete drei Jahrzehnte für die in Rom ansässige Ernährungs- und Landwirtschaftsorganisation der Vereinten Nationen und das Welternährungsprogramm der Vereinten Nationen, aber auch für die UNICEF und als Sondergesandter des UNO-Generalsekretärs. Im Lauf der Zeit diente er in etlichen Ländern der Welt, unter anderem auf Zypern, in Äthiopien, im Sudan, in Afghanistan, in Albanien, im Irak, im ehemaligen Jugoslawien, in Somalia, in Ruanda und im Libanon.
Von Ende 2011 bis Anfang 2013 war er Staatssekretär im italienischen Außenministerium. Danach entsandte ihn die italienische Regierung in diplomatischer Mission nach Indien. Er wurde auch Präsident des European Institute of Peace in Brüssel, Direktor der schwedischen Villa San Michele auf Capri und dort auch schwedischer Honorarkonsul.
Staffan de Mistura ist schwedischer und italienischer Staatsbürger. Sein Adelstitel „Marchese“ wird von der Republik Italien nicht anerkannt. De Mistura spricht Schwedisch, Italienisch, Englisch, Französisch, Deutsch, Spanisch und etwas Arabisch. Er hat zwei Töchter.
De Mistura wurde 2014 der dritte UN-Sondergesandte für Syrien nach Kofi Annan und Lakhdar Brahimi; in seiner Amtszeit fallen unter anderem ein Luftangriff der US-Luftstreitkräfte auf die syrische Armee und ein Angriff der russischen oder syrischen Luftstreitkräfte auf einen UN-Versorgungskonvoi zwei Tage später trotz einer vorher vereinbarten Waffenruhe. Im Oktober 2016 bot er den Rebellen bzw. Terroristen in Ost-Aleppo an, sie beim Verlassen der Stadt schützend zu begleiten. Er wies dabei darauf hin, dass andernfalls Aleppo binnen der nächsten zwei Monate wohl vollständig zerstört würde und tausende Zivilisten ihr Leben lassen würden.
Im Oktober 2018 kündigte er für das Ende des Folgemonats seinen Rücktritt als UN-Sondergesandter an. Sein Nachfolger wurde der bisherige Botschafter Norwegens in China, Geir Otto Pedersen.
Am 6. Oktober 2021 wurde er als Nachfolger des ehemaligen deutschen Bundespräsidenten Horst Köhler zum UN-Sondergesandten für die Westsahara ernannt.